# Lenguas iroquesas
Las lenguas iroquesas son un grupo de varias lenguas indígenas hablada en América del Norte, que forma una familia lingüística. Varias de las lenguas iroquesas se encuentran entre las primeras lenguas autóctonas de Estados Unidos en ser puestas por escrito por los europeos. Varias de las lenguas iroquesas son parcialmente inteligibles entre sí por lo que en ocasiones se habla del idioma iroqués.
Las variantes de idioma iroqués propiamente dicha, eran la lengua propia de las tribus de la Confederación Iroquesa (Mohawk, Oneida, Onondaga, Seneca, Cayuga y Tuscarora), pueblos que originariamente se extendían por el actual estado de Nueva York, en el valle del río Mohawk y en la región de los Grandes Lagos, y que actualmente se encuentran dispersados en reservas de Nueva York, Ontario, Quebec, Wisconsin y Oklahoma. También pertenecen al mismo grupo de otras tribus menores, como las erie, conestoga o susquehannock y los hurones o wyandot. El cheroqui también pertenece al mismo tronco lingüístico.

## Clasificación

### Clasificación interna
La familia iroquesa se compone de once lenguas (entre paréntesis se da el número estimado de hablantes con la fecha de la estimación).
I. Iroqués septentrional.
A. Tuscarora-nottoway.
1. Tuscarora. (c. 11, 1991-1997)
2. Nottoway.
B. Iroqués del lago. 
3. Hurones.
- Huron. (24, 2012)
- Wyandot.
- Wendat.

4. Laurentiano (?).
i. Iroqués (Confederación Iroquesa). 
5. Onondaga. (c. 90, 1991-1997)
6. Conestoga (también Andaste, Susquehannock, Andastoerrhonon, Minqua).
a. Seneca-cayuga.
7. Seneca. (4.000, 1980; 175, 1991-1997; 200, 2004)
8. Cayuga. (c. 60)
b. Mohawk-oneida.
9. Mohawk. (3.000, 1982; 3.760, 2001; 2.000-4.000, 2002; 4.000, 2012)
10. Oneida. (1.500, 1980; 250, 1991)
II. Iroqués meridional.
11. Cherokee. (11.000, 1980; 16.400, 2000; 16.000, 2012)

### Relación con otras lenguas
No se ha probado vínculos seguros con otras lenguas de Norteamérica, aunque se han sugerido posibles parentescos. E. Sapir propuso que las lenguas iroquesas podrían estar lejanamente emparentadas con las lenguas caddoanas. Posteriormente W. L. Chafe aportó cierta evidencia morfológica en favor del parentesco, proponiendo que también las lenguas siux estarían emparentadas con las dos familias anteriores. Sin embargo, la evidencia en favor de ese parentesco no parece conclusiva.

## Características comunes
Desde un punto de vista tipológico las lenguas iroquesas son lenguas polisintéticas y poseen género gramatical.

### Fonología
Existe una cantidad razonable de trabajo con el método comparativo dentro de la familia iroquesa. En concreto la fonología las lenguas que forman la subfamilia iroquesa septentrional (Northern Iriquoian) ha sido reconstruida con gran detalle. La reconstrucción estándar se basa en Lounsbury [1971], Chafe [1973], Foster [1977] y Mithun [1979]. El inventario de consonantes reconstruido para proto-noriroqués (proto-NI) es el siguiente:
|             | Alveolar | Palatal | Velar | Labio- velar | Glotal |
| ----------- | -------- | ------- | ----- | ------------ | ------ |
| oclusiva    | *t       |         | *k    | *kʷ          | *ʔ     |
| africada    | *ʦ       | *ʦ      |       |              |        |
| fricativa   | *s       |         |       |              | *h     |
| nasal       | *n       |         |       |              |        |
| aproximante | *r       | *y      |       | *w           |        |

Una característica interesante es que este sistema carece de bilabiales /p/ o /m/ que aparecen en casi todas las lenguas del mundo. El fonema /*ʦ/ tiene dos alófonos *[ʧ] ante /*y, *i/ y *[ʦ] en el resto de contextos fonéticos.
En cuanto a las vocales se reconstruyen cinco vocales no-nasales /*i, *e, *a, *o/ y dos vocales nasales /*ę, *ǫ/. En las lenguas iroquesas conocidas abundan las vocales nasales.

### Gramática
Las lenguas iroquesas son lenguas polisintéticas en las que es frecuente encontrar largas palabras u holofrases.

### Comparación léxica
Los numerales en diferentes lenguas iroquesas son:
| GLOSA | Septentrional | Septentrional | Septentrional | Septentrional | Septentrional | Septentrional | Meridional      | PROTO- IROQUÉS |
| GLOSA | Mohawk        | Oneida        | Onondaga      | Cayuga        | Seneca        | Tuscarora     | Cheroki         | PROTO- IROQUÉS |
| ----- | ------------- | ------------- | ------------- | ------------- | ------------- | ------------- | --------------- | -------------- |
| '1'   | ʌ́hska         | úskah         | skáta         | skaːt         | sgaːd         | ę́ˑči          | saàkwu          | *ska-          |
| '2'   | tékeni        | téken/ tékni  | tekní         | tekhniː       | dekniːh       | néˑktiˑ       | tʰáʔli          | *tekniːh       |
| '3'   | áhsʌ          | áhsʌ̠/ áhsʌ    | ʔáhsɛ̨         | áhsɛ̜          | sëh           | áhsę          | joʔi            | *áhsęh         |
| '4'   | kayéːli       | kayé          | kayé.(i)      | kéih          | geːih         | hę́ʔtahk       | nvhki           | *kayerih       |
| '5'   | wísk          | wisk          | hwíks         | kwis          | wis           | wihsk         | hiski           | *hwisk         |
| '6'   | yàːyak        | yáˑyahk       | ʔahyáʔk       | hyeːiʼ        | yeːiʼ         | úhyaʔk        | suútáli         | *hyaʔk         |
| '7'   | jáˑtah        | tsyaˑták      | tsyaták       | tsyáːtahk     | dzaːdak       | čáˑʔnahk      | (kahlkwoóki)(b) | *ʦyoˑtareɁ     |
| '8'   | saʔtéːku      | téklu         | téˑkɛ̨ˑ        | tekrǫʼ        | degyöʼ        | néˑkręʔ       | chaneéla        | *tekrǫɁ        |
| '9'   | kyóhtu        | wáˑtlu        | wáʔˑtɛ̨ˑ       | kyohtǫʼ       | ʤohdǫːh       | níhręʔ        | sohneéla        | *waɁtrǫh       |
| '10'  | oyéːli̠        | oyeˑli        | washɛ̨́h        | washɛ̜ː        | washęːh       | wáhθhęʔ       | skoóhi          | *-ahnshęːh     |
En la tabla anterior /y/ es el equivalente AFA del signo del AFI /j/, igualmente AFA /ę, ǫ/= AFI /ẽ, õ/ y AFA /č/ = AFI /ʧ/.
(b) El término aparece en Wyandot con el significado de '7' y en cheroki con el significado de '6'.
(b) Préstamo del muskogi.
Las reconstrucciones son siempre para el proto-iroqués septentrional.